# Kanadyjskie Muzeum Wojny
Kanadyjskie Muzeum Wojny (ang. Canadian War Museum, CWM, fr. Musée canadien de la guerre, MCG) – to kanadyjskie muzeum narodowe poświęcone historii wojskowości. Siedziba muzeum znajduje się w Ottawie w Ontario.
Początki muzeum to rok 1880, gdy powstała kolekcja sprzętu wojskowego rządu federalnego Kanady, zorganizowana przez lokalną milicję. Wystawa 2-krotnie zmieniała lokalizację i oficjalnie została otwarta w 1942 roku, zyskując własną siedzibę dopiero w 1967. W maju 2005 muzeum przeniosło się do nowego budynku, choć organizacja wystaw wzbudziła kontrowersje wśród weteranów II wojny światowej.
W kolekcji muzeum znajdują się takie eksponaty jak Mercedes-Benz Adolfa Hitlera, czołgi Chieftain i odzyskany z Rosji Mk III Valentine, niszczyciel czołgów Jagdpanzer IV czy myśliwiec CF-101 Voodoo. Do kolekcji muzealnej należy obraz polskiego malarza batalisty Edwarda Mesjasza Bitwa pod cmentarzem w Woli Gułowskiej 4 października 1939.

## Galeria

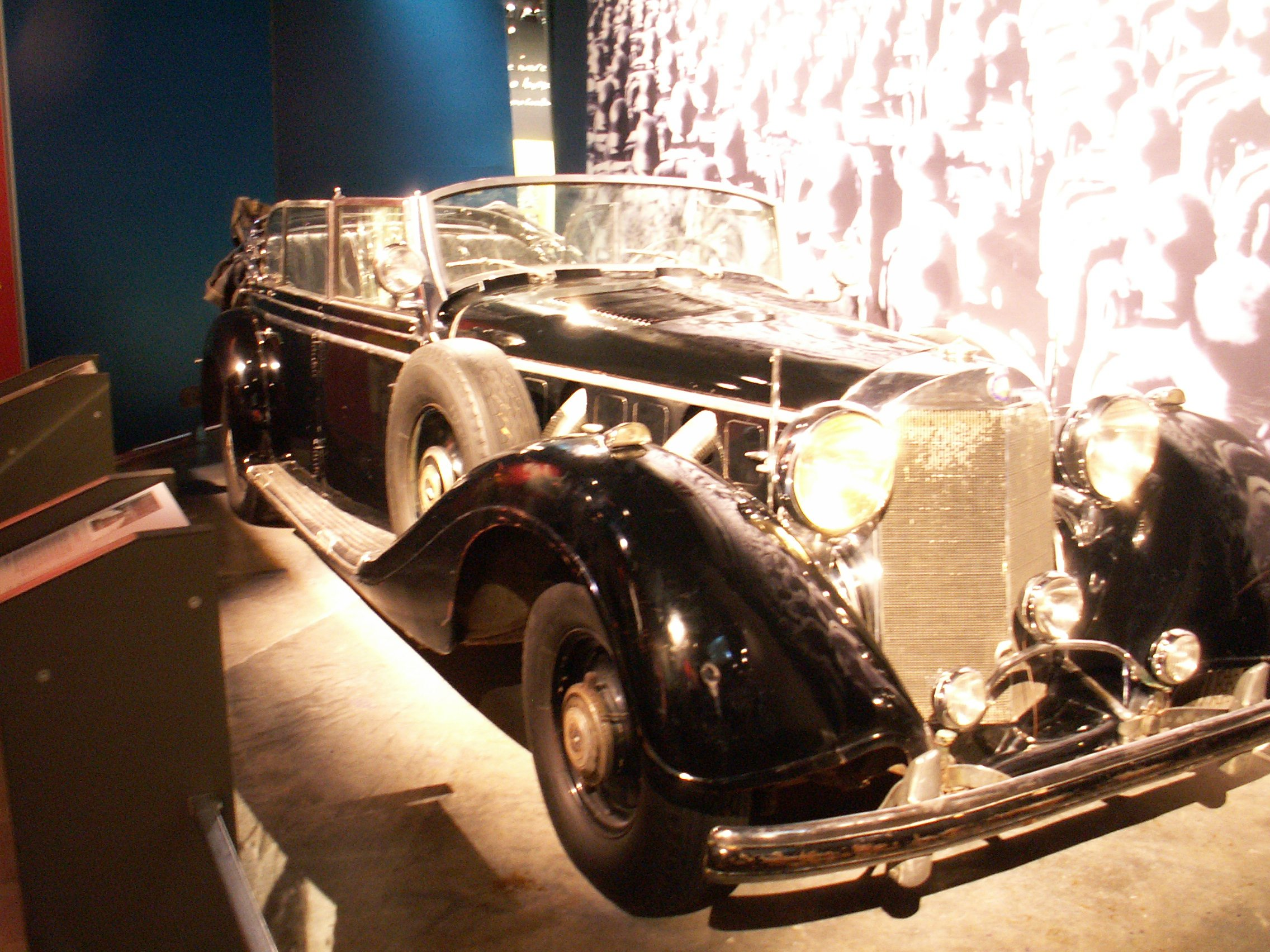
Samochód Adolfa Hitlera
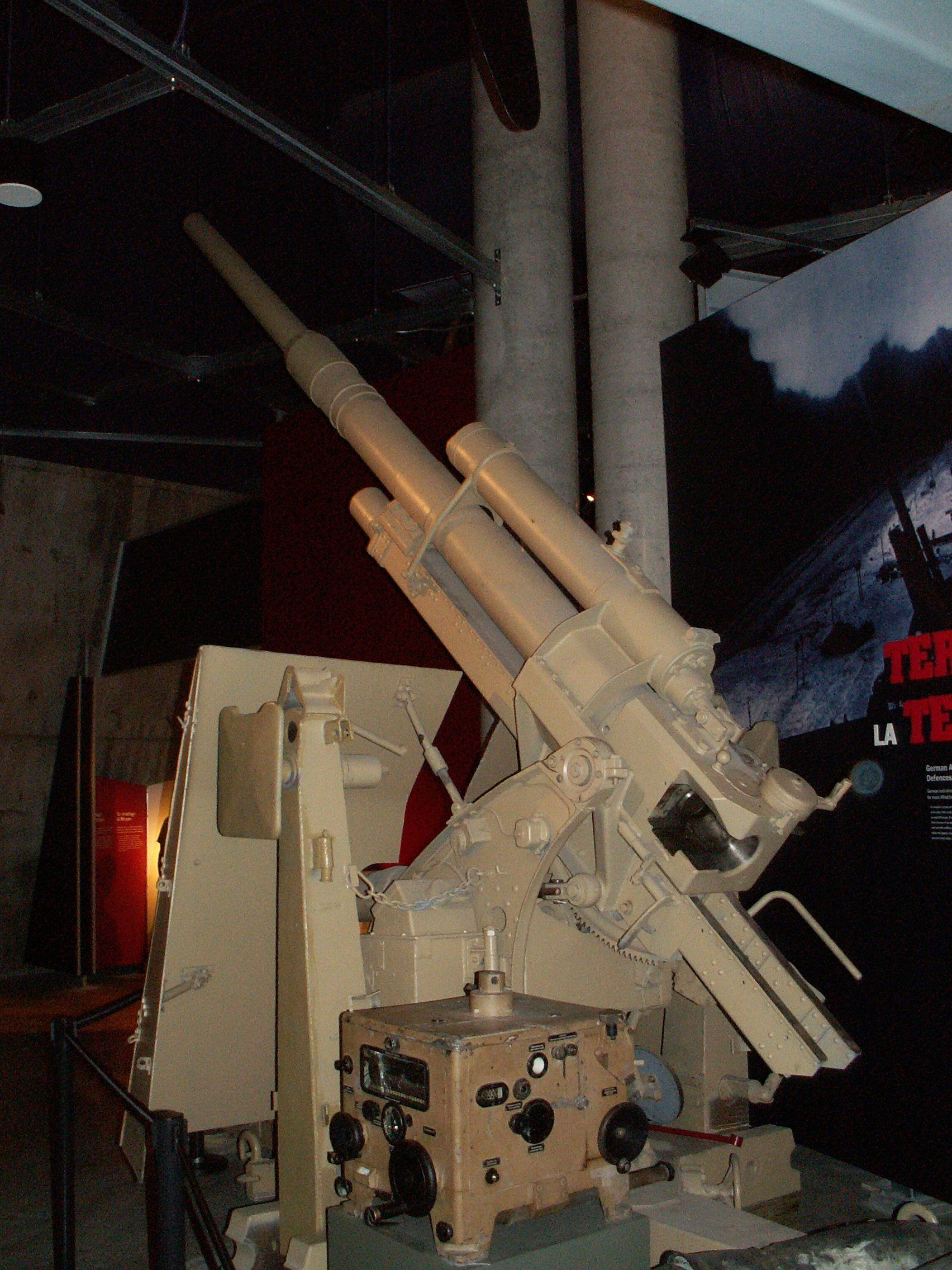
Niemiecki Flak 18
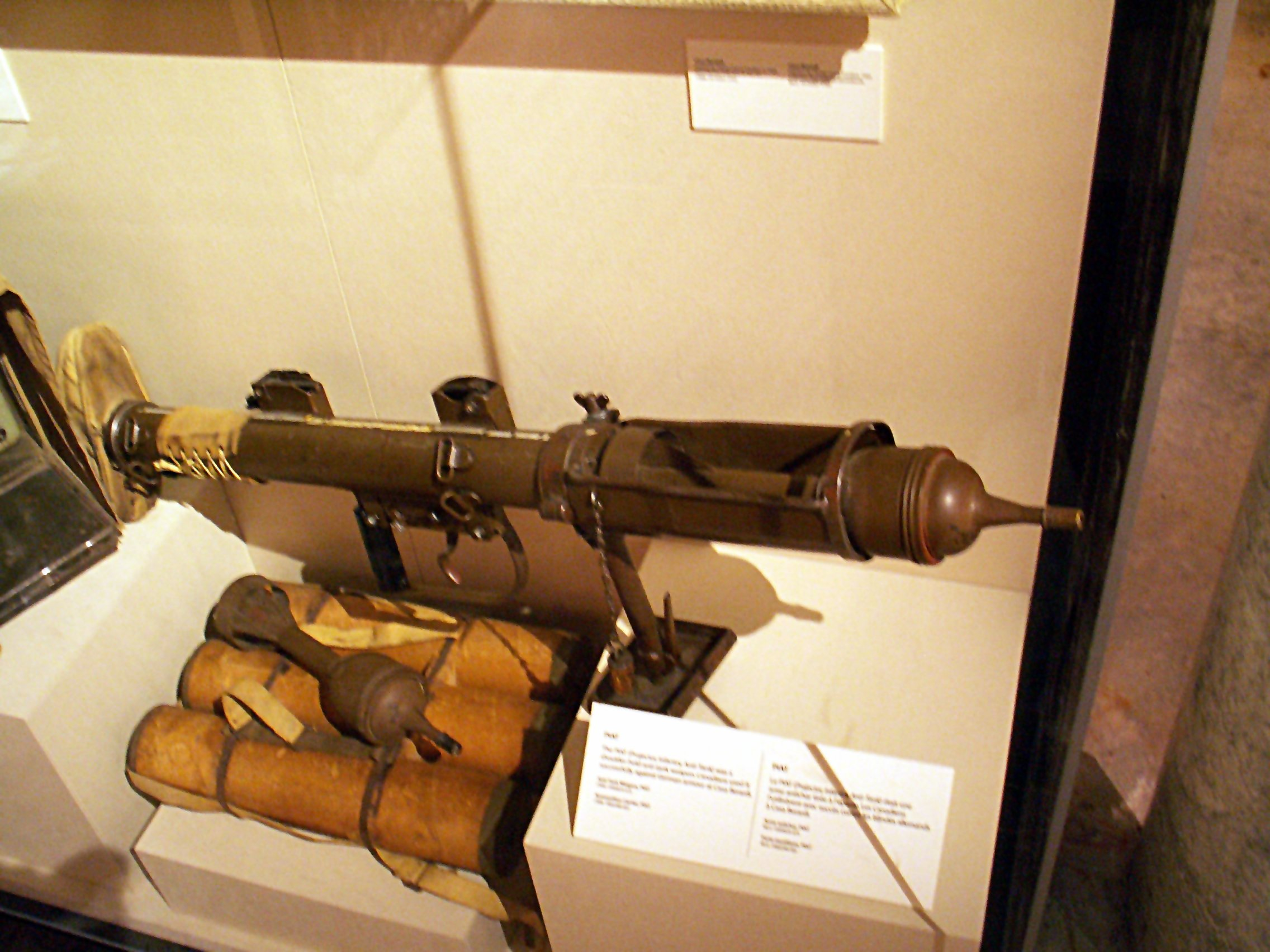
Granatnik PIAT
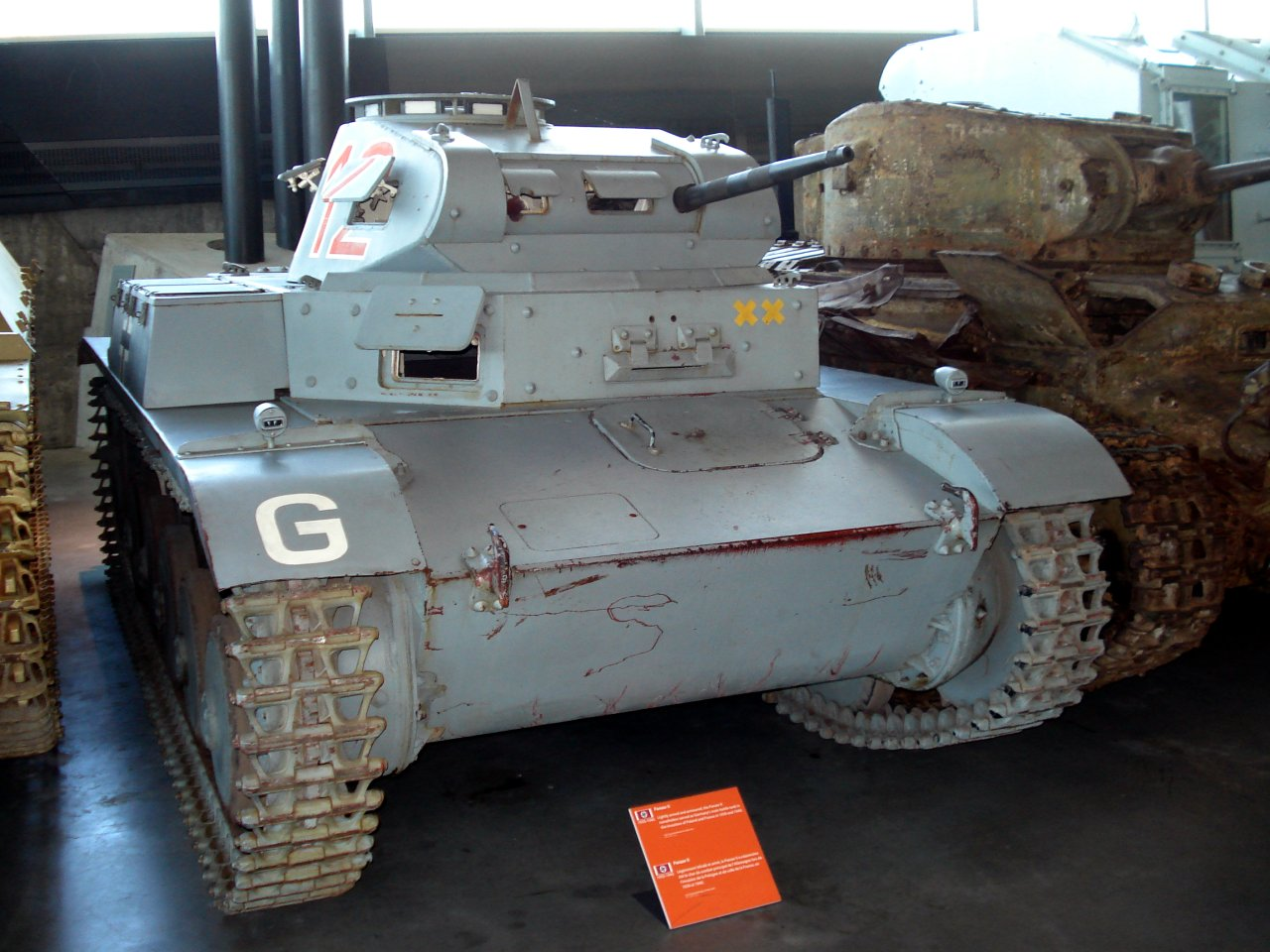
Panzerkampfwagen II
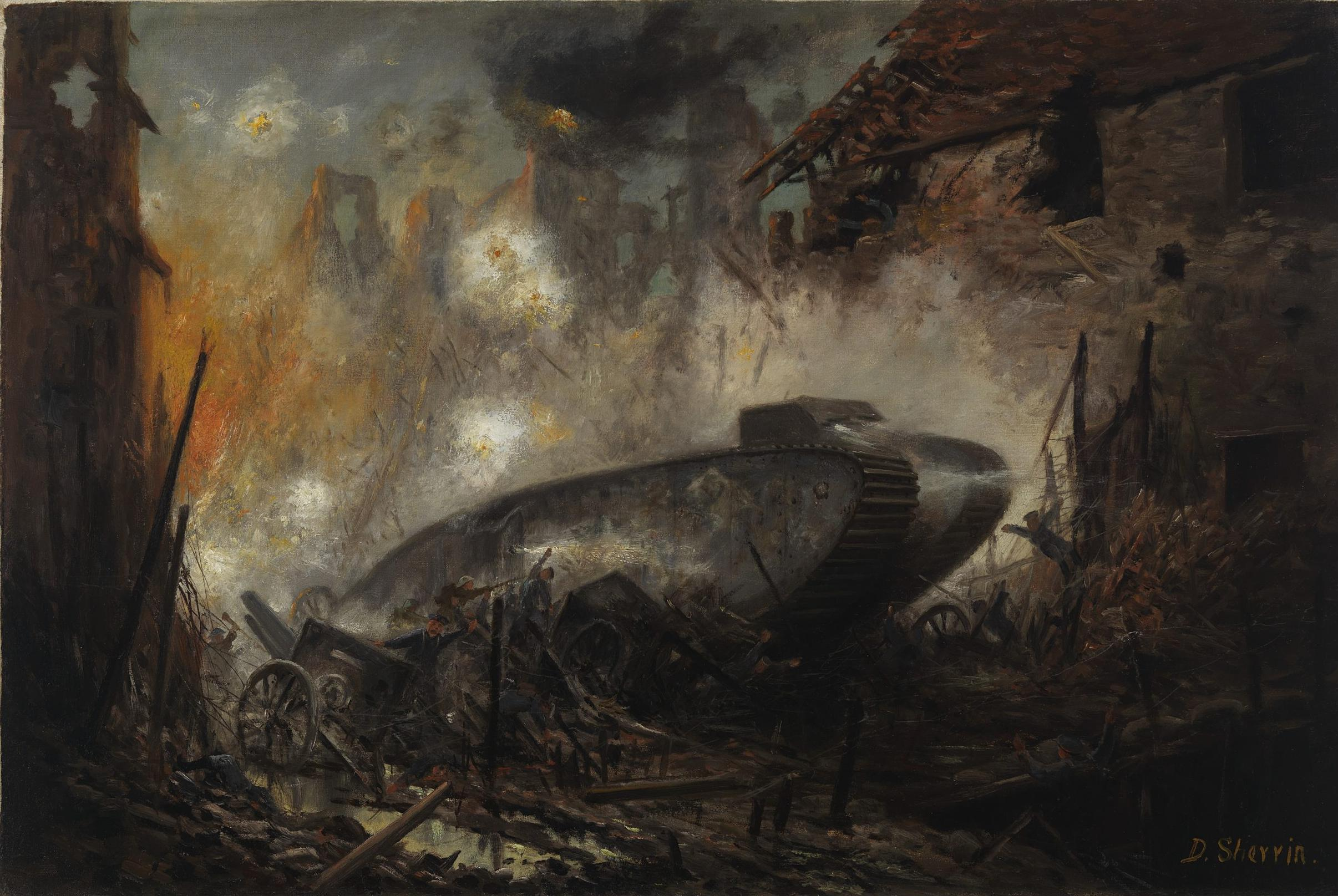
Obraz Brytyjski czołg w akcji